# Blondine IPA
Blondine IPA (Chinook single hop) is een Belgisch bier van hoge gisting.
Het bier wordt sinds 2012 gebrouwen in Brouwerij De Graal te Brakel in opdracht van de Gentse drankenspeciaalzaak De Hopduvel.
Het is een blond bier, type IPA met een alcoholpercentage van 8%, gebrouwen met één (Amerikaanse) hopvariëteit, Chinook. Meer recent werd het een Amarillo single hop.